# Partit de la Convenció Democràtica Reang
El Partit de la Convenció Democràtica Reang és un partit polític de l'Índia, que representa a l'ètnia bru o reang
Tres joves bru, Sawibunga, un graduado de la NEHU, Lalrinthangga, un estudiant, i Ramawia, un professor de primària, al·legant la manca de respecte a la cultura reang van decidir formar la Unió Popular Reang (Reang Peoples Union, RPU) el setembre de 1989 demanant al govern de Mizoram coses com programes de ràdio, reserva de llocs de treball públics pels reang, i nomenament d'un reang a l'assemblea legislativa.
La RPU va agafar més tard el nom d'Associació Sociocultural Bru (Bru Socio-Cultural Association, BSCA) el desembre de 1989, i va demanar la inclusió dels reang a la llista de minories tribals.
La BSCA va crear una plataforma política el juny de 1990, la Convenció Democràtica Reang (Reang Democratic Convention, RDC), amb Sawibunga com a president, i amb l'objectiu de promoure i preservar la cultura bru, els costums, la llengua i el seu desenvolupament econòmic. La RDC va esdevenir el 1991 el Partit de la Convenció Democràtica Reang (Reang Democratic Convention Party).
El 1992 va participar en les eleccions de districte, i el líder reang Chandra Mohan, fou elegit. Inicialment aliat al Partit del Congrés després es va aliar al Bharatiya Janata Party, però els candidats ètnics chakma i reang dins el BJP no foren elegits.